# Juan Verzeri
Juan José Verzeri Casas (Montevidéu, 20 de maio de 1963) é um treinador uruguaio. Atualmente é auxiliar-técnico de Diego Aguirre.
Verzeri é engenheiro de sistemas de computação, mestre em matemática, especializado em gestão de empresas, coaching e professor de ioga nas horas vagas.

## Carreira
Em 2008, assumiu o Racing, onde classificou a equipe pela primeira vez a Copa Libertadores da América de 2010.
No mesmo ano, assumiu a Seleção Sub-20 do Uruguai, onde também dirigiu a seleção principal de forma interina, em amistoso contra a Angola, já que Oscar Tabárez ainda negociava um novo contrato com a federação do país.No ano seguinte, conquistou a medalha de bronze nos Jogos Pan-Americanos de 2011, em Guadalajara.
Em 2013, conquistou o vice campeonato da Copa do Mundo FIFA Sub-20, após derrota para a França nos pênaltis. No ano seguinte, teve uma rápida passagem no Al-Ittihad, e em 2015, no Liverpool.